# Scavengers
Scavengers est un jeu vidéo multijoueur free-to-play de tir à la troisième personne et de survie développé sur ordinateur (Windows), et prévu sur consoles (Xbox One et PlayStation 4). Le jeu est d'abord édité et développé par le studio Midwinter Entertainment de façon indépendante. Cependant, le studio est acquis par la société Improbable. Le jeu sort en accès anticipé en mai 2021 dans sa version Windows.
Scavengers met en scène les joueurs au cœur d'une étendue gelée hostile où des équipes de trois s'affrontent pour survivre et marquer des points de données face aux équipes adverses.
En 2022, Midwinter Entertainment est racheté par Behaviour Interactive. Les versions consoles du jeu sont abandonnées par la même occasion.
Les serveurs du jeu sur ordinateur sont définitivement fermés le 16 décembre 2022. Le studio révèle que Scavengers n'est pas assez rentable à cause d'un un nombre insuffisant de joueurs qui peuplent ses serveurs.

## Trame
Scavengers se déroule sur Terre dans une ère futuriste. La planète est plongée dans une période glaciaire depuis qu'une comète a détruit la Lune, puis, s'est écrasée sur la planète en amenant le Fléau, un virus qui a muté une grande partie de la faune restante. Dès lors, l'Humanité s'est réfugiée à bord de la seule station spatiale viable, mais elle est désormais sous le joug d'une intelligence artificielle malveillante nommée Mère. De temps à autre, Mère renvoie des équipes d'humains au sol afin qu'ils récupèrent des ressources. La planète est peuplée de rares animaux sauvages, mais également de différentes factions hostiles telles que les Outlanders, des descendants de l'humanité chassant dans le froid extrême, la faction du Fléau, dont les membres humains ont été contaminés par le virus extraterrestre et les Salients, une race de robots,.

## Système de jeu
Scavengers est un jeu de tir à la fois coopératif et compétitif en ligne qui mêle des aspects d'exploration, de combat et de survie en équipe,. En somme, le jeu mêle à la fois des éléments de PvE et de PvP. Une partie réunit vingt équipes de trois joueurs (au total soixante joueurs) sur une carte étendue de 9 km2 aux environnements enneigés.
Durant une première phase, en équipe, le but est de parcourir un monde ouvert aux ressources rares et précieuses afin d'améliorer son équipement, ses armes et ses outils, tandis que les joueurs disposent d'un temps limité,. En second lieu, chaque équipe doit s'aventurer de plus en plus loin dans la carte afin d'accomplir des objectifs, tout en affrontant ou non les autres équipes, afin d'augmenter un score. Finalement, la partie se termine quand les équipes réussissent à sortir de la carte, avant qu'elles ne succombent par le froid, les factions locales ou la faune sauvage (dirigées par l'I.A),. Le cœur du jeu repose alors sur le fait d'aider ou d'affronter les autres équipes afin de survivre.
Les personnages sont divisés en huit classes. Chacune dispose d'armes et de capacités uniques, lesquelles peuvent être améliorées au cours d'une partie,. Entre autres, le joueur peut être un guérisseur, un combattant au corps-à-corps, un tireur d’élite furtif spécialisé dans les cibles éloignées ou encore un tireur pour des cibles à plus courte distance. Les joueurs doivent également se préserver du froid (notamment des tempêtes qui sévissent) et de la faim, sous peine de mourir glacés ou affamés. Ces paramètres de survie sont suffisamment importants pour obliger les équipes à gérer leurs ressources et leur manière de jouer.

## Développement
Scavengers est développé et édité par le studio indépendant Midwinter Entertainment. Il est fondé en 2018 à Seattle par environ 30 anciens travailleurs expérimentés issus des équipes de développement de 343 Industries (Halo), d'une part ; et de DICE (Battlefield), d'autre part, tels que l'actuel PDG Josh Holmes mais aussi Daryl Anselmo en tant que directeur artistique, Fredrik Persson, Peter Burzynski, Mary Olson, Risa Taneda ou encore Jimmy Nilsson,,,. D'après Gamekult, le groupe « s'est réuni en petit comité pour retrouver le plaisir de travailler de façon plus agile dans un esprit de camaraderie », alors qu'ils sont à l'origine de nombreux titres AAA dans le sous-genre du FPS (Halo : Reach, Halo 4, Halo 5: Guardians, Battlefield 3, Battlefield 4 et Battlefield 1). Une partie du studio partage également un passé commun datant de Pandemic Studios (fermé en 2009). Scavengers est alors le tout premier projet du studio.
Le jeu est développé à partir du moteur de jeu Unreal Engine 4,,. Midwinter prévoit un développement du jeu en version ordinateur (Windows) et console (Xbox One et PlayStation 4). Le studio s'est inspiré du mode de jeu « Zone de Guerre », présent dans Halo 5, dans lequel les équipes de joueurs ont la possibilité de s'affronter tout en parcourant le monde du jeu,. Le studio souhaite néanmoins approfondir ses principes afin de les incorporer dans Scavengers et crée une « co-opétition multijoueur ». À la suite d'un partenariat financier avec la société britannique Improbable, le jeu utilise en plus la plateforme SpatialOS qui combine plusieurs serveurs dans un cloud,,. Cette technologie permet d'améliorer la simulation d'un monde en ligne avec une intelligence artificielle hostile qui évolue plus habilement sur la carte et traque les joueurs en temps réel. Chaque faction a ainsi sa propre façon d'interagir avec l'environnement du jeu et les joueurs.
Le jeu est révélé à la presse en mars 2018 à travers une bande-annonce, accompagnée d'un florilège d'illustrations de couverture. En décembre 2018, une seconde bande-annonce est diffusée publiquement, en marge des Game Awards 2018,,. En 2019, Midwinter est acheté par Improbable, pour une somme inconnue. Cette acquisition n'aurait pas d'incidence sur le développement du jeu. La même année, au cours de l'E3, le studio dévoile une vidéo de gameplay du jeu. En septembre 2020, le jeu revient sur le devant de la scène publique via la diffusion d'une séquence de gameplay.
En avril 2021, Scavengers est disponible en accès anticipé en free-to-play dans sa version Windows sur ordinateur.
En juin 2022, Midwinter est finalement cédé à la société Behaviour Interactive,. Alors, les versions consoles du jeu en alpha sont abandonnées tandis qu'une équipe réduite de Midwinter poursuit la maintenance des serveurs de la version Windows.
En novembre 2022, Midwinter annonce la fermeture des serveurs du jeu pour le 16 décembre. Le studio estime que le coût de développement du jeu n'est plus rentable en raison d'un nombre insuffisant de joueurs.

## Accueil
Scavengers connait un pic de plus de 16 000 joueurs dans les jours qui suivent sa sortie en accès anticipé. Néanmoins, la base de joueurs se rétrécit, au fur et à mesure des semaines, jusqu'à quelques centaines de joueurs en novembre 2022 peu avant l'annonce par Midwinter de la fermeture des serveurs.